# Wilhelm Meyer-Lübke
Wilhelm Meyer-Lübke, né le 30 janvier 1861 à Dübendorf et mort le 4 octobre 1936 à Bonn, est un philologue, néogrammairien, linguiste et romaniste suisse.

## Biographie
Wilhelm Meyer-Lübke a publié de nombreux ouvrages de grammaire comparée des langues romanes. Il a enseigné à l’université d’Iéna entre 1887 et 1890, ensuite à l’université de Vienne jusqu’en 1915 lorsqu’il alla à l’université de Bonn.

## Œuvres principales
- Grammatik der romanischen Sprachen, publié en 4 volumes entre 1890 et 1902.
  - Traduction française: Grammaire des langues romanes, 1890-1906. (lire en ligne : tome 1, tome 2, tome 3, tome 4)
- Einführung in das Studium der romanischen Sprachwissenschaft (Introduction à l'étude de la linguistique romane), 1901
- Romanisches etymologisches Wörterbuch (Dictionnaire étymologique roman), Heidelberg, C. Winter, 1935